# Béquignol
Le béquignol est un cépage français de raisins rouges.

## Origine et répartition géographique
Il provient du Bordelais et du Sud-Ouest. 
Son nom signifie « petit bec » en gascon.
Il a été souvent confondu avec le Fer Servadou.
Des analyses ADN effectuées en 2013 on montré que le cépage béguignol noir est issu d'un croisement vraisemblablement naturel entre le Savagnin Blanc (Traminer) et une variété inconnue. 
Il est classé recommandé dans les départements Gironde et Vienne.
À la fin des années 50, cette variété était encore présente sur plus de 200 hectares dans le Bordelais et le Sud-Ouest de la France. En 1998, il couvrait moins de 100 ha. En 2016, la population s'était réduite à 0,2 hectares en Gironde. 
En Argentine à Mendoza, ce cépage est cultivé sur plus de 600 hectares.
Des petites plantations sont connues en Australie, Brésil, Espagne et en Italie.
Sont aussi connues les variétés béquignol blanc et béquignol gris.

## Caractères ampélographiques
- Extrémité du jeune rameau épanoui, cotonneux blanc à liseré carminé.
- Jeunes feuilles duveteuses à plages bronzées.
- Feuilles adultes, orbiculiares à cinq lobes avec des sinus latéraux étroits ou à bords superposés, un sinus pétiolaire en lyre, des dents ogivales et étroites, un limbe légèrement aranéeux en dessous.

## Aptitudes culturales
Ce cépage débourre quelques jours après le Chasselas et sa maturité est de deuxième époque: 10 jours après le Chasselas.
C'est un cépage de bonne vigueur mais peu productif. Pour obtenir une récolte satisfaisante, on le taille long.

## Potentiel technologique
Les grappes sont de taille petites à moyennes et les baies sont moyennes. Le cépage est sensible à l'oïdium mais assez résistant au mildiou et aux gelées d'hiver.
Il donne un vin rouge bien coloré, léger, souple mais manquant d'acidité.

## Synonymes
Le béquignol est aussi appelé fer (en palus), béquignaou (cantons du Carbon-Blanc et de Saint-André de Cubzac), prunelas (dans les cantons de Créon et de Cadillac), bouton blanc (rive gauche : La Brède, Beautiran), chalosse noire (dans le Bas-Médoc), chausset ou chaussé ou petit fer (à Saint-Loubès), mauron, maouron (à Pessac), camerouge (près de Margaux).
camerouge (sorte de fer à Macau et ses environs).
On le trouve aussi sous les noms de balouzat, béquignol noir, béquin, béquin rouge, fer-béquignol, breton, cabernet, cazaux, cazalet, egrenant, embalouzat dans l'Entre Deux Mers, enrageat rouge, grosse hère à Buzet et dans le Marmandais, hère, mançais noir, micardeau, négrotte, noir de Cimrah, valin, noir de valin, plant de Dissay, prunelard, prunalet, sencit gris,.

## Cépage oublié
Le béquignol est inscrit au Catalogue national officiel des variétés de plants de vigne, Liste A, Variétés de vigne inscrites dont les matériels de multiplication peuvent être commercialisés au sein de l'Union européenne.
C'est un cépage dit « oublié » dont la culture a chuté de 100% dans le bordelais entre 1958 et 2015.
Inspiré par l'expérience de Robert Plageoles, un vigneron qui cultive à Gaillac des cépages autochtones comme la muscadelle, l’ondenc ou le prunelart, Jean Baptiste Duquesne, propriétaire du Château Cazebonne à Saint-Pierre-de-Mons, se lance en 2016 dans la culture de cépages bordelais oubliés.
Il fait appel au conservatoire de cépages du Centre de Ressources Biologiques de la Vigne de Vassal-Montpellier et peut ainsi replanter 26 cépages de variétés anciennes dont le béquignol en 2018.